# خاتون (مسلسل سوري)
 خاتون  مسلسل سوري من أهم مسلسلات البيئة الشامي من إخراج تامر إسحاق وتأليف طلال مارديني وإنتاج غولدن لاين للانتاج الفني عام 2016.

## قصة العمل
تروي الأحداث حكاية الفتاة الدمشقية «خاتون»، والتي دفعها الحب للتمرد على قيم المجتمع الدمشقي السائدة في ذلك الزمان، مما قادها لخوض مواجهات كبيرة، بينما تباينت أراء النساء حولها بين من ناصرنها، أو وقفن بوجهها، وأخريات سعين لتوريطها، ثم حرضن عليها، ودفعن باتجاه قتلها.
بخصوص الجزء الثالث بعد نجاح جزئيه الأولين وتحقيقه نسب مشاهدة عالية خلال شهر رمضان الماضي والذي قبله، قررت شركة «غولدن لاين» إنتاج جزء ثالث من مسلسل «خاتون» بكامل نجومه.
ومن المقرر أن يباشر الكاتب طلال مارديني كتابة الجزء الجديد، على أن ينطلق التصوير مطلع العام المقبل في دمشق تحت إدارة المخرج تامر إسحق.

## الممثلين والشخصيات
1. سلوم حداد بدور «الزعيم أبو العز» زعيم العمارة ووالد عز الدين وزمرد وفاروق وخاتون وأيوب وخالد، رجل عصبي.
2. باسم ياخور بدور «عكاش» رجل فراري وقطاع وعوايني للفرنساوي طرق يكره اهالي العمارة بسبب اعتقاده انهم هم سبب موت والدته.
3. يوسف الخال بدور «كريم أفندي» رئيس الكركون الجديد وقاتل عكاش يحب خاتون ويهرب معها.
4. كاريس بشار بدور «زمرد» ابنة أبو العز الكبرى وطليقة عكاش.
5. سلافة معمار بدور «نعمت» ابنة أبو تحسين امرأة شريرة وزوجة فاروق لا تنجب اولاد لكنها موهمة فاروق انه هو لا ينجب اولاد.
6. زهير رمضان بدور «أبو فهد» شقيق زوجة أبو العز وخال عز الدين، يطمع بالزعامة وينالها في النهاية.
7. ميلاد يوسف بدور «عز الدين» ابن أبو العز الأكبر وزوج وداد.
8. طوني عيسى بدور «الضابط دانيال» ضابط فاسد ويوقع الفتن في العمارة.
9. معتصم النهار بدور «الزيبق» أخو العكاش الاصغر ويكره الفرنساوي ويقوم بمجابهتهم بعد موت عكاش، يحب خاتون ويتزوجها في نهاية الجزء الثاني
10. كندة حنا بدور «خاتون» ابنة أبو العز الصغرى فتاة طيبة وحنونة ومحبة، تهرب مع كريم افندي بسبب تحريض من نعمت
11. أيمن رضا بدور «أبو جبري» حلاق الحارة زوج الداية ام جبري ووالد خديجة
12. شكران مرتجى بدور «الداية أم جبري» داية الحارة وتتفق مع نعمت على افعالها.
13. جيني اسبر بدور «درية» هي ابنة فلاح يقتل والدها واخاها على يد دانيال.
14. وائل أبو غزالة بدور «فاروق» الابن الثاني لابو العز يظن نفسه انه لا ينجب اولاد، وعوايني للفرنساوي وشخص متسلبط.
15. طلال مارديني بدور «أيوب» الابن الثالث لابو العز يكره كريم افندي، يفشل في قتل خاتون
16. يزن السيد بدور «خالد» الابن الرابع لابو العز يلتحق بالثوار.
17. ضحى الدبس بدور «أم فهد» زوجة أبو فهد وتكره بيت أبو العز بسبب ظنها انهم من قتل ابنها.
18. ندين تحسين بيك بدور «وداد» ابنة أبو فهد وزوجة عز الدين.
19. يزن خليل بدور «فهد» ابن أبو فهد خطيب خاتون لكنه ينقلب على بيت أبو العز بسبب هروبها ويقوم بفضحهم بالحارة، يقتل على يد الزيبق بسبب محاولة قتل خاتون.
20. أريج خضور بدور «كريمة» بنت أبو فهد
21. جيانا عنيد بدور «خديجة» ابنة أبو جبري وهي صلعاء بسبب رعبة، تحب خالد وتتزوجه فعلا.
22. رشا بلال بدور «حميدة» ابنة أبو تحسين وتحب نادر.
23. فادي الشامي بدور «نادر» شاب يشتغل بالصوف ويحب حميدة، يلتحق بالثوار ويصاب عدة مرات.
24. علي سكر بدور «تحسين» ابن أبو تحسين الفوال، يعدم في الجزء الثاني.
25. كرم شعراني بدور «هارون» شاب صعلوك وجبان ويبيع البيض في الحارة، يرمي الفتن بين الناس وينقل الاخبار.
26. إسماعيل مداح بدور «نصري افندي» نائب رئيس الكركون يصبح رئيسه بعد موت كريم.
27. بيار داغر

## نسبة المشاهدة
نسبة مشاهدة العمل في سوريا:
الحلقة 1: 41.83%
الحلقة 2: 40.99%
الحلقة 3: 39.57%
الحلقة 4: 38.55%
الحلقة 5: 36.84%
الحلقة 6: 37.01%
الحلقة 7: 36.77%
الحلقة 8: 35.43%
الحلقة 9: 35.12%
الحلقة 10: 36.06%
الحلقة 11: 35.45%
الحلقة 12: 34.85%
الحلقة 13: 34.71%
الحلقة 14: 33.29%
الحلقة 15: 31.69%
الحلقة 16: 31.15%
الحلقة 17: 32.02%
الحلقة 18: 32.44%
الحلقة 19: 34.86%
الحلقة 20: 35.17%
الحلقة 21: 35.84%
الحلقة 22: 35.43%
الحلقة 23: 34.95%
الحلقة 24: 35.62%
الحلقة 25: 36.22%
الحلقة 26: 38.92%
الحلقة 27: 38.76%
الحلقة 28: 37.94%
الحلقة 29: 39.52%
الحلقة 30: 40.07%
الحلقة 31: 39.98%
الحلقة 32: 39.34%
الحلقة 33: 38.3%
الحلقة 34 والأخيرة: 42.17%